# Eukiefferiella fujisexta
Eukiefferiella fujisexta är en tvåvingeart som beskrevs av Sasa 1985. Eukiefferiella fujisexta ingår i släktet Eukiefferiella och familjen fjädermyggor. Inga underarter finns listade i Catalogue of Life.